# Zilia Dandolo
Zilia (Cecilia) Dandolo, död 13 oktober 1566, var en dogaressa av Venedig, gift med Venedigs doge Lorenzo Priuli (r. 1556-1559).

## Biografi
Dandolo var dotter till Marco Dandolo och släkt med dogerna Andrea Dandolo och Arigo Dandolo. 
Valet av Priuli 1556 ska ha skett till stor del på grund av hans äktenskap. Vigseln hade ägt rum 1526 och ansetts vara något av en mesallians eftersom makens familj hade adlats först 1450, och Zilia betraktades som Venedigs ledande adelsdam. 
Vid valet av Priuli 1556 bestämdes att det högtidliga intåget och kröningen av dogaressan skulle äga rum, trots att det vid den tidpunkten inte hade tillämpats sedan kröningen av dogaressa Taddea Michiel 1478. Den 18 september 1557 ägde högtidligheterna rum. Till hennes ära namngavs en ny servis av venetianskt glas: La Zilia. 
Zilia var värdinna för många fester som dogaressa i Palazzo Priuli. 
Vid makens död 1559 fattade rådet en rad ovanliga beslut gällande henne. Zilia fick titeln furstinna och ett följe med hovdamer som skulle åtfölja henne offentligt, då hon skulle bära statsklädnad samt vidare ett underhåll från staten och statliga ämbetsinnehavare som översåg hennes affärer. Även hennes begravning försiggick under ceremonier som aldrig förut tillkommit en dogaressa och som blev ännu ett exempel på vilka ovanliga hedersbetygelser styrelsen gav henne.